# Boîte à mitraille
Pour les articles homonymes, voir Mitraille.

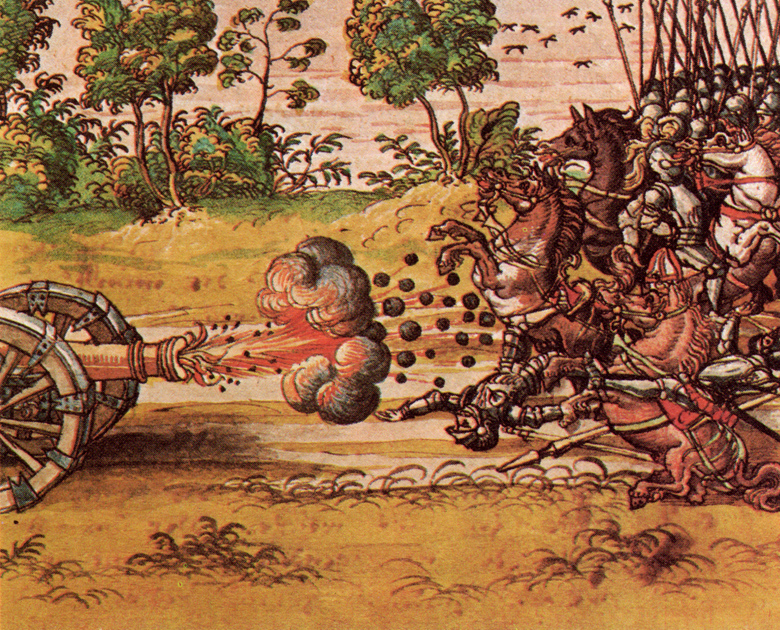
Ancêtre du canon à mitraille (XVIe siècle).

La boîte à mitraille (ou biscaïen) était utilisée comme projectile pour les canons dans les batailles rangées jusqu'aux guerres napoléoniennes. Il s'agit d'un cylindre rempli de balles de plomb que l'artilleur glissait dans le fût du canon. Au moment du tir, les balles étaient violemment éjectées et fusaient par centaines, causant d'énormes pertes dans les rangs des troupes visées. L'utilisation de la boîte à mitraille n'étant possible qu'à courte portée, les risques de perte du canon dans une mêlée étaient élevés.
On peut d'une certaine manière comparer un canon tirant une boîte à mitraille avec une cartouche de chasse surdimensionnée.
Les canons à l'époque de Napoléon avaient une portée d'environ 250 mètres avec ce type de projectile. Pour un canon de 12 cm de 1859, la boîte de 20 cm de haut et de 12 cm de diamètre était en zinc avec 98 balles en fer à l'intérieur. On ajoutait également du soufre et du goudron dans le récipient afin de protéger et caler les billes. L'ensemble pesait près de 11,2 kg.

## Description

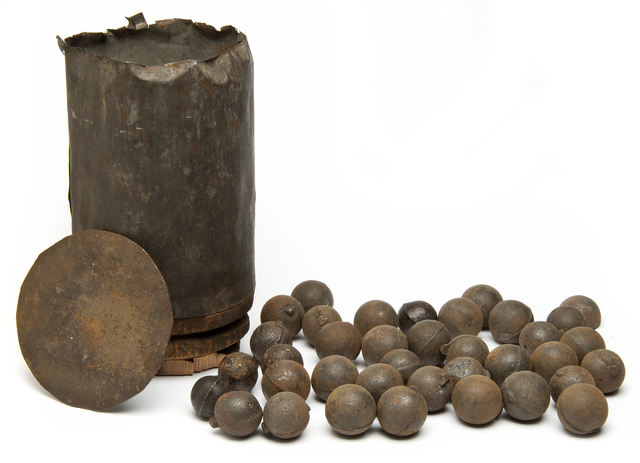
Boite à mitraille utilisée durant la guerre de Sécession

La boîte à mitraille se compose d'un cylindre de métal fermé rempli de billes de plomb ou de fer, normalement enrobées avec de la sciure pour ajouter plus de solidité et la cohésion et empêcher les balles de s'écraser les unes contre les autres lors du tir. À une époque où l'approvisionnement en balles était limité, des clous, de la ferraille de fer ou de plomb, du fil de fer, ou d'autres objets métalliques pouvaient être utilisés. La boîte elle-même était généralement faite d'étain, souvent plongée dans un vernis de cire d'abeille dilué avec de l'essence de térébenthine pour empêcher la corrosion du métal. Le fer a été remplacé par de l'étain pour les canons de plus gros calibre. Les extrémités de la cartouche étaient fermées par des disques en bois ou en métal. Attaché à l'arrière de la cartouche métallique un sac de tissu contenait la charge de poudre propulsive. Un sabot de bois, de métal ou d'un matériau similaire était utilisé pour aider à guider la cartouche pendant la mise à feu du canon. Dans certains cas une faible quantité de poudre pouvait être incluse dans la cartouche pour disperser les billes.
Quand on tire, la boîte se désagrège et ses éclats se dispersent de façon conique. Elle a été particulièrement efficace durant les Guerres Napoléoniennes et la Guerre Civile Américaine, où les troupes massées à courte portée (généralement moins de 400 mètres) pouvaient être harassées par des batteries d'artillerie tirant à mitraille. À certains moments, en particulier à une très faible distance, les artilleurs pouvaient tirer des "doubles cartouches" extrêmement meurtrières avec deux boîtes à mitraille chargées dans le tube du canon et tirées simultanément à l'aide d'une seule charge. Lors de la Bataille de Waterloo, en 1815, les Mercer's Troop de l'Artillerie Royale, tirèrent simultanément des boîtes à mitraille et des boulets. Le boulet était chargé en premier avec la boîte dessus. La boîte à mitraille a joué un rôle clé dans la défaite des troupes Confédérées affectées au soutien de la Charge de Pickett au cours de la Bataille de Gettysburg, en juillet 1863.
Parfois, des artilleurs entraînés pouvaient diriger le tir vers le sol, devant l'avancée des troupes ennemies, provoquant le ricochet des balles sur le terrain pour élargir la zone létale. Cette tactique fut utilisée lors de la première journée de Gettysburg, où le Lieutenant James Stewart de la Batterie B, 2nd U.S. Artillery sur le Seminary Ridge obligea l'infanterie confédérée d'Alfred Moore Scales à rompre son attaque et à se mettre à couvert dans une dépression.

## Héritage
L'obus shrapnel a été développé à partir de la boîte à mitraille pendant les Guerres Napoléoniennes et est conçu pour fournir le même effet, mais à des distances beaucoup plus grandes.
L'obus canister a également été utilisé de manière efficace par les canons antichars de 37 mm des Marines au cours de la Seconde Guerre mondiale pour briser les assauts japonais. Au cours de la Guerre de Corée les chars des Nations unies firent face à des attaques massives de l'infanterie communiste. En conséquence, un obus canister fut déployé pour "balayer" l'infanterie ennemie approchant des chars amis, sans nuire aux équipages protégés par leur blindage. Le Royaume-Uni utilisa également des obus canister avec leurs canons de 76 mm et 105 mm et les canons sans recul de 120 mm MOBAT et WOMBAT.
L'obus canister est encore utilisé aujourd'hui dans l'artillerie moderne, en particulier dans l'armement principal de chars avec des canons à âme lisse. Le canon de gros calibre devient une sorte de fusil de chasse. Il peut être utilisé contre l'infanterie ennemie, même à proximité des véhicules blindés amis, puisque les projectiles ne peuvent pas pénétrer le blindage. En outre, il peut être utilisé pour créer des points d'accès à des immeubles, détruire des fils barbelés ou une végétation dense, ainsi qu'atteindre des avions et hélicoptères à basse altitude.
Récemment, l'Armée des États-Unis a développé un obus canister, le M1028, pour le canon lisse de 120 mm du char M1 Abrams lors de l' invasion en 2003 de l'Irak.